# Noramarg
Noramarg (in armeno Նորամարգ? precedentemente, Bulakhly, Bulagli, Abilkend, Ablkend, Imeni Kalinina, Kalinin  e Posëlok Imeni Kalinina) è un comune dell'Armenia di 1 607 abitanti (2008) della provincia di Ararat.